# Dichromodes petrina
Dichromodes petrina là một loài bướm đêm trong họ Geometridae.